# Take (Musik)

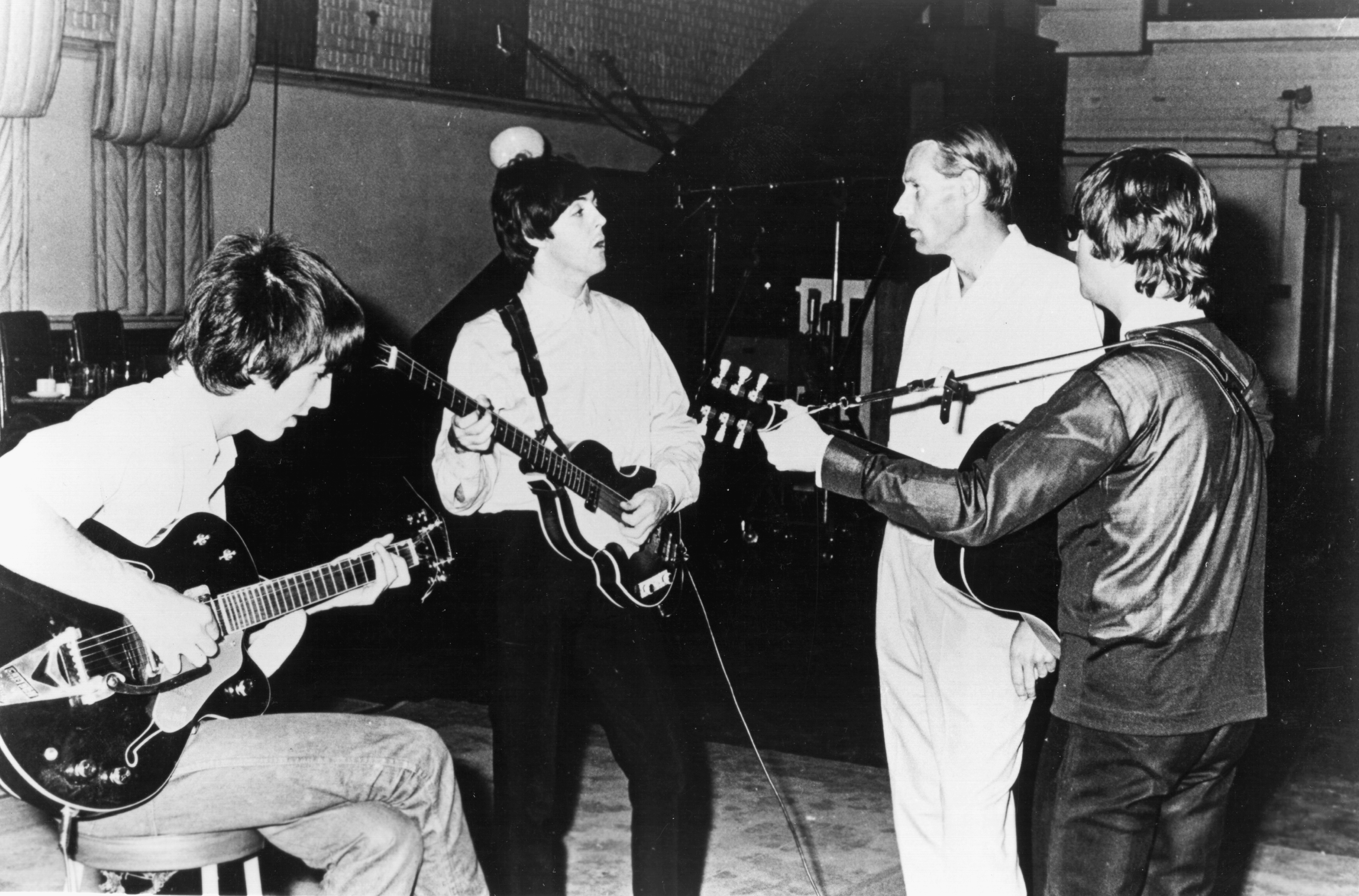
Die Beatles zwischen den Takes (1966): von links nach rechts: George Harrison, Paul McCartney, George Martin (Musikproduzent) und John Lennon

Take ([teɪk]; deutsch „aufnehmen“) ist der Anglizismus in der Tontechnik für das Teilstück einer Tonaufnahme, das ohne Unterbrechung aufgenommen wird.

## Allgemeines
Eine vollständige Musikaufnahme besteht im Regelfall aus mehreren Teilen, die „Takes“ genannt werden. Ursachen können darin bestehen, dass Segmente der Aufnahme fehlerbehaftet sind, weil Interpreten oder Musiker von der Partitur abweichen, Störungen vorkommen oder weil der Musikproduzent mehrere Varianten eines Segments aufnehmen lässt, um das beste hieraus auszuwählen. Auch Störungen während einer Aufnahme können zum Abbruch und der Wiederholung durch ein neues Take führen. Die einzelnen Takes werden fortlaufend durchnummeriert, so dass beim Zusammenfassen einzelner Takes zur kompletten Musikaufnahme der Überblick über ihre einzelnen Bestandteile erhalten bleibt. Der Tontechniker weist am Anfang eines jeden neuen Takes auf die Nummer dieses Takes hin; der Hinweis wird meist mit aufgenommen.
Auch bei Filmaufnahmen werden einzelne fehler- und störungsfreie Segmente Take genannt (siehe Einstellung). Hier wird jedes neue Take auf einer Filmklappe verzeichnet und diese vor das Kameraobjektiv gehalten.

## Entstehungsgeschichte
Vorläufige Aufnahmesequenzen gibt es in der Tontechnik erst seit Einführung des Tonbandes. Vorher wurden die kompletten Musikaufnahmen direkt über ein Schallaufzeichnungsgerät auf eine Schallplatte gepresst und waren deshalb endgültig. Die US-amerikanische Firma Presto Products Company vertrieb solche Geräte ab 1915. Über die Jahre entwickelte sich das Unternehmen gut, denn Abnehmer waren nicht nur Tonstudios, sondern Radiosender und auch private Haushalte. Die erste Werbeanzeige von der Presto Recording Corp. geht auf den 15. Oktober 1934 zurück. Alle Tonstudios waren mit derartigen Aufzeichnungsgeräten ausgestattet.
Nach mehreren fehlgeschlagenen Unternehmensgründungen entstand im April 1893 die United States Gramophone Company und anschließend die Berliner Gramophone. Die von Emile Berliner und seinem Bruder Joseph im November 1898 in Hannover gegründete Deutsche Grammophon GmbH konnte erstmals Schallplatten in größerer Menge herstellen. Während der Phase der Schellackschallplatten wurden wegen der Empfindlichkeit der Wachsmatrizen stets mehrere Takes eingespielt, von denen der beste veröffentlicht wurde.
Erst die magnetische Tonaufzeichnung durch elektromagnetische Induktion mit dem von Valdemar Poulsen im November 1898 vorgestellten Telegraphon ermöglichte die Löschung von Aufnahmen auf dem Tonträger. Eine der ersten bedeutsamen kommerziellen Tonaufnahmen wird dem Tenor Enrico Caruso zugeschrieben, der am 12. November 1902 für die Grammophone Co. in Italien die Arie „Vesti la giubba“ (aus Ruggero Leoncavallos Oper Pagliacci) als erstem Millionenseller der Musikgeschichte mit der neuen „Victor master disc“-Methode aufnahm.
Die Deutsche Grammophon errichtete ihr erstes Tonstudio 1900 in Berlin. Die erste Jazzaufnahme stammte von der Original Dixieland Jass Band (aufgenommen am 26. Februar 1917) für das Plattenlabel Victor Talking Machine Company mit dem Livery Stable Blues/Dixie Jass Band One Step. Das erste elektrische Aufnahmeverfahren gab es am 11. November 1920 durch die Erfinder Lionel Guest und H. O. Merriman in der Westminster Abbey. Ab 1948 waren die ersten serienmäßig hergestellten Tonbandmaschinen (AEG und Ampex) auf dem Markt. Sukzessive begannen die Tonstudios mit der Umrüstung auf die neue Technologie. Sun Records führte die magnetische Tonaufzeichnung im Jahre 1951 ein, 1954 wurden hier die ersten Ampex 350-Tonbandgeräte erworben. Nun konnten mehrere Takes zu einer kompletten Gesamtaufnahme zusammengefasst werden.

## Aufnahmetechnik
Durch die magnetische Tonaufzeichnung besaßen Tonaufnahmen nicht mehr endgültigen Charakter wie beim Presto-Verfahren, sondern konnten beliebig geschnitten (daher der Ausdruck „Cut“), dadurch in eine andere Reihenfolge gebracht, verändert oder (teilweise) gelöscht werden. Weitere technische Verbesserungen waren danach die Einführung der zeitlich verzögerten Aufnahme (englisch Slapback), die Mehrspuraufnahme (englisch Multitrack) oder das Overdubbing. Das Slapback-Verfahren vermittelte dem Hörer einen Echo-Eindruck, indem Tonsignale knapp über der Wahrnehmungsgrenze einzelner Wiederholungen aufgenommen wurden (ab 30 Millisekunden oder mehr). Das Multitrack-Verfahren ermöglichte die isolierte Aufnahme einzelner Musikinstrumente und erlaubte die Eliminierung nicht gewünschter Tonspuren, ohne dass alle Instrumente nochmals neu aufgenommen werden mussten. Zudem war das Multitracking die Voraussetzung für die ab 1957 genutzten Stereoaufnahmen. Dem Musikproduzenten wurden durch diese technischen Verbesserungen Variablen geboten, die den Aufnahmeaufwand erheblich reduzierten, Qualitätsmängel leichter beseitigen halfen und den Höreindruck von Musikstücken deutlich veränderten. Wenn der Tontechniker ohne Änderung des Ausgangsmaterials abschnittsweise zwischen verschiedenen Takes auf einer einzigen Spur umschalten kann, wird von Take-Comping gesprochen.
In den Tonstudios wurden die verschiedenen Takes dokumentiert, indem aufeinanderfolgend aufgenommene Takes eines Musiktitels zur leichteren Identifikation beim späteren Zusammenfügen durchnummeriert wurden (und werden). So wurde es weltweit in allen Tonstudios zur Gewohnheit, Musikstücke in mehreren Takes aufzunehmen. Ausnahme waren und sind Songs, die in One Take aufgenommen wurden.
Die Qualität und Inhalte der einzelnen Takes sind einerseits Ergebnis der Arbeit des Toningenieurs, der mit dem Künstler auf Weisung des Musikproduzenten verschiedene Versionen abspricht, andererseits jedoch auch oftmals die Folge der Tagesform der Künstler. Häufig dienen Takes auch der gezielten Schaffung von Alternativen, wenn verschiedene Versionen eines Titels abgemischt werden sollen. Als Original-Take wird meistens die zur ersten Veröffentlichung vorgesehene Version bezeichnet. Ein weiteres Take wird auch Alternativ-Take oder Alternate Take genannt. So existiert von Elvis Presleys Doncha' Think It's Time ein Alternate Take #48 – ein Hinweis darauf, dass zur Perfektionierung der Aufnahme knapp 50 Takes erforderlich waren. Die abgebrochene Aufnahme eines Stückes wird als Short Take bezeichnet.
Um die zu veröffentlichende Fassung zur Perfektionierung zu bringen, war manchmal eine hohe Anzahl von Takes erforderlich. Bei Good Vibrations von den Beach Boys aus 1966 waren zur Fertigstellung einer groben Musikspur (englisch Backing Track) 26 Takes erforderlich, insgesamt waren über 50 Takes nötig, die in 22 Aufnahmesessions produziert wurden und in sechs Tonstudios von Los Angeles entstanden. Wahre Meister der Take-Nutzung waren die Beatles mit ihrem Musikproduzenten George Martin. Dieser fügte Strawberry Fields Forever im Studio zu einem der komplexesten und kompliziertesten Songs zusammen, die von den Beatles jemals veröffentlicht wurden. Vom 24. November 1966 bis 2. Januar 1967 entstanden 26 Takes, von denen zwei verschiedene Takes zusammengefügt wurden. Take 26 war jedoch schneller und einen Halbton höher eingespielt als das erste und musste deshalb nachträglich im Tempo verlangsamt werden, was auch die Tonhöhe herabsetzte, so dass die Schnittstelle zwischen beiden möglichst nicht wahrnehmbar sein durfte. Diese Schnittstelle befindet sich im Song genau nach einer Minute. Davor wurden noch 5 Sekunden eingeklebt, die aus Take 7 stammen, aus dem auch der Anfang des Songs entnommen wurde. Ein Take kann auch ohne Neuaufnahmen entstehen, wie Strawberry Fields Forever demonstriert. Am 9. Dezember 1966 wurden die Takes 15 und 24 zu Take 25 verschmolzen.
Stehen die für die endgültige Abmischung (englisch Edit, Final mix) zu verwendenden Takes fest, werden sie beim Edit akustisch harmonisiert und in dieser Form auf einem Master Tape verewigt. Dieses bildet schließlich die Grundlage für die Platten- oder CD-Pressung.

## One Take
Mit „one take“ wird eine ohne Unterbrechung zustande gekommene komplette Musikaufnahme verstanden. Die „one take“-Aufnahme ist kein Hinweis auf die Qualifikation von Interpreten oder Musikern, ein Lied ohne Fehler oder Störung zusammenhängend interpretieren zu können. Für Tibor Kneif ist nicht erkennbar, ob der Hinweis auf ein One Take Fehler entschuldigen oder Bewunderung auslösen soll. Diese Aufnahmetechnik ist besonders charakteristisch für den Rap.
Traditionell behielt der Jazz die „one take“-Technik aus früheren Zeiten bei. Das Miles Davis Quintett nahm beispielsweise am 11. Mai 1956 und am 26. Oktober 1956 im Tonstudio von Rudy van Gelder 24 Musikstücke auf, die auf vier Langspielplatten (Cookin’ with the Miles Davis Quintet, Relaxin’ with the Miles Davis Quintet, Workin’ with the Miles Davis Quintet und Steamin’ with the Miles Davis Quintet) verteilt werden konnten. Miles gelang ein „first take nach dem anderen, jedes Stück kam im ersten Anlauf auf die Platte, eine beispiellose gemeinsame Anstrengung aus Konzentration, Können und Kommunikation“.
In der Popmusik war es seit Einsatz des Tonbandgerätes im Tonstudio dagegen üblich geworden, ein Musikstück und dessen Segmente in mehreren Takes aufzunehmen; „one take“ blieb die Ausnahme. Berühmte „one takes“ sind insbesondere Elvis Presleys Blue Hawaii (aufgenommen am 22. März 1961); die Beatles unter anderem mit Long Tall Sally (1. März 1964), Everybody’s Trying to Be My Baby und Rock and Roll Music (18. Oktober 1964), If I Needed Someone (16. Oktober 1965), I’m Looking Through You (24. Oktober 1965) oder What Goes On (4. November 1965).
Das „Take#58“ von All You Need Is Love der Beatles erlangte Berühmtheit, weil es als Grundlage der weltweit am 25. Juni 1967 ausgestrahlten Live-Übertragung Our World diente.
Viele Songs der zwischen dem 3. Januar 1964 und 25. Februar 1964 aufgenommenen ersten Rolling-Stones-LP The Rolling Stones wurden in one take aufgenommen. Berühmtes „one take“ ist der Nummer-eins-Hit House of the Rising Sun von The Animals, der in den De Lane Lea Studios am 18. Mai 1964 entstand. Bei Eve of Destruction von Barry McGuire (15. Juli 1965) sind noch Mängel zu hören, weil die Veröffentlichung unter Zeitdruck stattfand und diese Mängel beim „one take“ nicht beseitigt wurden. Der Easybeats-Hit Friday on My Mind (8. September 1966 in den Olympic Studios) entstand ebenfalls als „one take“.
Adele stellte sich in ihrer Anfangsphase als „one take“-Wunder heraus. Im Rap hat „one Take“ zu einer Renaissance gefunden. Hierbei können durch „punch-ins“ einzeln aufgenommene Worte zwischen den Takes durch Postproduktion eingefügt werden. Je nach Geschicklichkeit des Musikproduzenten oder vorhandener Studiotechnik können die derart bearbeiteten Raps mindestens genau so flüssig klingen wie One Takes. One Takes werden häufig in einem Rap-Battle genutzt, wodurch der Gegner durch wenige Zeilen an Liedtext besiegt werden kann. Beispiel ist in diesem Falle die Reimlige Battle Arena (kurz: RBA).
„One take“ ist die ökonomischste Aufnahmeform, weil die geringste Studiomiete anfällt. Bei der One-Take-Technik ist kein Schnitt (englisch cut) oder Editieren (englisch editing) während der Postproduktion erforderlich, so dass im Idealfall sofort ein Masterband vorliegt.

## Outtake
Outtake ist in der Musikindustrie der Ausdruck für alle Takes, die nicht Bestandteil des veröffentlichten Musikwerks geworden sind. Es handelt sich um Takes, die vom Künstler oder Musikproduzenten bei der endgültigen Zusammenstellung für die Erstveröffentlichung eines Tonträgers aus technischen oder künstlerischen Gründen nicht berücksichtigt wurden. Die Tonträgerunternehmen bieten solche Outtakes von Stars selektiv als eigenständige Tonträger an wie beispielsweise bei der Elvis Presley-CD Studio B: Nashville Outtakes vom Dezember 2008.

## Trivia
Nicht selten tendieren Jazz-Musiker dazu, das erste Take zu bevorzugen, denn es zeigt häufig ein höheres Maß an Spontaneität und Einfallsreichtum als nachfolgende Takes. Ursprünglich offiziell nicht veröffentlichte Takes sind hin und wieder begehrte Sammlerstücke (wie etwa Bob Dylans The Basement Tapes). Dave Brubecks Take Five hingegen ist nach seinem 5/4-Takt benannt und in Wirklichkeit in zwei Takes entstanden.